# Thisbe interjecta
Thisbe interjecta är en fjärilsart som beskrevs av Talbot 1928. Thisbe interjecta ingår i släktet Thisbe och familjen Riodinidae. Inga underarter finns listade i Catalogue of Life.